# Das goldene Kalb (film 1925)
Das goldene Kalb è un film muto del 1925 scritto e diretto da Peter Paul Felner.

## Produzione
Il film fu prodotto dalla Atlantic-Film Gesellschaft der Westi-Film GmbH.

## Distribuzione
Distribuito dalla Dewesti-Verleih GmbH e con il visto di censura concesso il 15 dicembre 1924, il film fu presentato nel gennaio 1925 in Austria, uscendo nelle sale tedesche il 17 aprile successivo.